# Marschacht
Marschacht är en kommun i Landkreis Harburg i förbundslandet Niedersachsen i Tyskland. 
Kommunen bildades 1 juli 1972 genom en sammanslagning av de tidigare kommunerna  Eichholz, Niedermarschacht, Obermarschacht, Oldershausen och Rönne.
Kommunen ingår i kommunalförbundet Samtgemeinde Elbmarsch tillsammans med ytterligare två kommuner.